# Calypso (voilier)
Pour les articles homonymes, voir Calypso (homonymie).
Le Calypso est un yacht à voile, à coque bois, de 3 tonneaux de la jauge Godinet (jauge modifiée de 1901). 
Construit en 1911, restauré de 1999 à 2001, il est désormais la propriété de l'association Amerami dont le but est la sauvegarde du patrimoine maritime. Il est visible à son port d'attache de Nernier sur le lac Léman.
Le Calypso fait l’objet d’un classement au titre objet des monuments historiques depuis le 18 octobre 1991.

## Histoire
Le voilier Calypso, type trois tonneaux à la jauge Godinet a été construit en 1911 dans les chantiers G. Bonnin à Lormont en Gironde pour l'industriel Maurice Pictet de Rochemont, directeur des établissements automobiles Picard-Pictet. Les plans ont été dessinés par l'architecte Joseph Guédon qui créa un grand nombre de yachts à voiles du Léman. Il a été créé dans le but de battre le Briséis, autre voilier du même type, construit en 1909 dans les chantiers italiens Voltri. 
Le Calypso participe et gagne de nombreuses régates sur le lac Léman de 1911 à 1916. Son port d'attache est Coppet. Il appartient alors à la famille Vincent, des Français de Lyon. Calypso navigue sur le Léman jusqu'en 1984, date à laquelle il est vendu par les Vincent à l'Association des amis du Musée de la mer pour l'Atlantique (Amerami) qui le fait transporter au Havre pour sa restauration.
Sa remise à l'eau a été fêtée le 11 mai 2002 dans le port du Havre. En juillet 2002, le voilier retrouve le lac Léman à l'initiative d'un groupe d'adhérents d'Amerami et saisonniers du lac. La ville de Nernier lui offre gratuitement une place au port. Il navigue durant la saison d'été.